# Апа Асау (Бакау)
Апа Асау (рум. Apa Asău) насеље је у Румунији у округу Бакау у општини Асау. Oпштина се налази на надморској висини од 509 m.

## Становништво
Према подацима из 2002. године у насељу је живело 1676 становника, од којих су сви румунске националности.